# La casa delle anime erranti
Série Le case maledette
La dolce casa degli orrori
(2000) La casa del sortilegio
(2000)
Pour plus de détails, voir Fiche technique et Distribution.
La casa delle anime erranti est un téléfilm fantastique d'horreur italien tourné en 1989 par Umberto Lenzi, non diffusé, et finalement sorti en 2000 directement en vidéo.

## Fiche technique
Sauf indication contraire, les informations mentionnées dans cette section peuvent être confirmées par la base de données cinématographiques IMDb,  présente dans la section « Liens externes ».
- Titre original : La casa nel tempo
- Réalisateur : Umberto Lenzi
- Scénario : Umberto Lenzi
- Photographie : Giancarlo Ferrando (it)
- Montage : Alberto Moriani (it)
- Décors : Francesco Cuppini
- Musique : Claudio Simonetti
- Costumes : Valentina Di Palma
- Effets spéciaux : Giuseppe Ferranti
- Producteur : Renato Camarda, Renato Fiè, Massimo Manasse, Marco Grillo Spina
- Sociétés de production : Reteitalia, Dania Film
- Pays de production :  Italie
- Langue de tournage : italien
- Format : Couleurs - 1,33:1 - Son stéréo - 35 mm
- Durée : 81 minutes
- Genre : Horreur fantastique
- Date de sortie :
  - Italie : 2000

## Distribution
- Joseph Alan Johnson : Kevin
- Stefania Orsola Garello : Carla
- Matteo Gazzolo : Massimo
- Laurentina Guidotti (it) : Mary
- Gianluigi Fogacci : Guido
- Yamanouchi Haruhiko: Asha Krisna, le moine
- Licia Colò: Daria
- Costantino Meloni : Gianluca
- Charles Borromel (it) : Eraldo Covatta
- Dino Jaksic
- Marina Reiner
- Beni Cardoso : Gina Brandini
- Fortunato Arena : Ugo Brandini
- Massimo Sarchielli (it) : Le gardien du cimétière
- Fabio Branchini
- Giulio Massimini : Le bibliothécaire
- Vincenzo Menniti

## Production
La casa delle anime erranti est le troisième d'une série de téléfilms intitulée Le case maledette. Produite par Luciano Martino, la série devait à l'origine comporter six épisodes réalisés par trois réalisateurs de gialli italiens, Lenzi, Lucio Fulci et Lamberto Bava. Du fait d'autres engagements, Bava renonce au projet. Il est remplacé par Marcello Avallone qui abandonne bientôt lui aussi, ce qui fait que seuls quatre films verront le jour. Fulci réalisera La casa nel tempo et La dolce casa degli orrori tandis que Lenzi réalisera La casa delle anime erranti et La casa del sortilegio.
La casa delle anime erranti a été tourné dans la province de Pesaro et d'Urbino alors que l'action du film se déroule à Valteline, entre Sondrio et Bormio. L'hôtel Dell'Eremita représenté dans le film existe bel et bien sous le nom de La rupe dans le village de Borgo Pace.

## Diffusion
Comme les autres téléfilms de la série Le case maledette, La casa delle anime erranti devait être diffusé en Italie par Reteitalia, l'ex-filiale de Mediaset. Mais la chaîne a renoncé à la diffusion, sous prétexte que le contenu était trop violent. Les droits de diffusion ont alors été vendus internationalement. Les téléfilms ne sont sortis en Italie en vidéocassette qu'en 2000, en version totalement non censurée, grâce à l'effort du magazine Nocturno Cinema. Ils ont été diffusés sur la télévision italienne par satellite Zone Fantasy (it) en 2006. Un DVD du film sous le nom Ghosthouse 3 - Haus der verlorenen Seelen est sorti en Allemagne  chez MIB le 12 mars 2004, un autre sous le nom The House of Lost Souls est sorti le 17 mars 2003 au Royaume-Uni chez Vipco.